# Madelaine Robinau
Roxane Madelaine Robinau también llamada baronesa Madelaine de Neuvillete y Roxane (París circa 1609 -Sannois 1657) fue una dama francesa prima hermana de Cyrano de Bergerac perteneciente al movimiento cultural preciosismo. Durante su juventud Madelaine era célebre por su belleza. Se casó en 1635 con Christophe de Champagne, barón de la comuna francesa de Neuvillette quién falleció en combate durante una emboscada en el sitio de Arrás en 1640. A partir de allí pasó el resto de sus días en el convento de las Hijas de la Cruz, de donde la hermana de Cyrano, Catalina, era superiora, llevando una vida piadosa.
Los datos que se conocen sobre la vida de Madeleine y su esposo Christophe provienen mayoritariamente del padre Cyprien en la biografía "Recueil de la vertu et des écrits de la baronne de Neuvillette" ("Recopilación de las virtudes y escritos de la Baronesa de Neuvillette" - París, 1668).
El escritor Edmond Rostand se inspiró en su figura a la hora de crear al personaje de Roxane, el amor secreto y apasionado de Cyrano la obra teatral que lleva el nombre del poeta. Allí su marido Christophe se convertiría en Christian de Neuvillette. Se suele aludir a Madelaine bajo el pseudónimo de Roxane aunque también se dice que dicho nombre Rostand lo tomaría de otra dama francesa preciosa, llamada Marie Robineau, que usaba ese pseudónimo dentro de su círculo social al que pertenecía